# 요시미쓰 다이스케
요시미쓰 다이스케(일본어: 吉満 大介, 1993년 2월 21일 ~ )는 일본의 축구 선수이다.

## 구단 경력
그는 2015년부터 J리그의 도치기 SC, 레노파 야마구치 FC에서 뛰었다.